# 최정원 (1949년)
최정원(崔正元, 1949년 6월 5일 ~ )은 대한민국의 제2대 광주광역시 동구의원이다.

## 학력
- 광주서석국민학교 졸업
- 광주동중학교 졸업
- 광주고등학교 졸업
- 조선대학교 영어교육과 졸업

### 비학위 수료
- 전남대학교 교육대학원 교육학 석사 졸업

## 경력
- 1995.07 ~ 1998.06 제2대 광주광역시 동구의회 의원
- 광주광역시 동구의회 예산결산위원회 위원장
- 광주 동구 사회복지협의회 회장
- 새누리당
- 2012 광주광역시 동구청장 후보

## 역대 선거 결과
|  | 61.20% |

|  | 16.88% |

|  | 5.68% |